# Cantó de Divion
El cantó de Divion és un cantó francès del departament del Pas de Calais, situat al districte de Béthune. Té 3 municipis i el cap és Divion.

## Municipis
- Calonne-Ricouart
- Divion
- Marles-les-Mines

## Història
| Data d'elecció                           | Identitat      | Partit | Qualitat |
| ---------------------------------------- | -------------- | ------ | -------- |
| 1992-                                    | André Delcourt | PCF    |          |
| les dades anteriors no són pas conegudes |                |        |          |
|                                          |                |        |          |

## Demografia
| A partir de 1990: Població sense dobles comptes |